# Videoregistratore digitale
Un videoregistratore digitale, detto anche in inglese digital video recorder (DVR) o personal video recorder (PVR) è un tipo di dispositivo elettronico che consente di programmare la registrazione automatica di un programma televisivo consultando la guida elettronica ai programmi (EPG).
Utilizzando la guida elettronica ai programmi la registrazione avverrà dall'inizio alla fine del programma senza alcun errore, in quanto si sta impostando che si desidera registrare quel contenuto specifico e non un intervallo di tempo su un determinato canale selezionato.

## Descrizione
Il PVR può essere un dispositivo venduto a parte o inserito in un set-top box che funziona come videoregistratore digitale virtuale.
Il PVR può essere caratterizzato da altre funzioni: la prima è il salto della pubblicità, che permette di saltare tutte le interruzioni; la seconda è il time-shifting, ovvero la visione di un programma in leggera differita, avendo così la possibilità di mettere in pausa per alcuni minuti le trasmissioni televisive o di effettuare un replay delle scene interessanti.
Queste due funzioni da una parte liberano lo spettatore dalla sequenzialità del palinsesto, ma dall'altra impongono alle reti televisive e ai pubblicitari la creazione di palinsesti e di formati pubblicitari nuovi. Infatti, negli Stati Uniti, la Forrester Research ha rilevato che se la penetrazione di PVR dovesse raggiungere il 30% delle famiglie, i principali investitori pubblicitari potrebbero voler riconsiderare le loro scelte relative alla televisione.
È bene notare che vi sono programmi che un utente desidera vedere in tempo reale rispetto al loro accadere: è il caso di eventi quali gli avvenimenti sportivi, i concerti, le manifestazioni, ecc. In questo caso la pubblicità che interrompe il programma ha ancora senso, in quanto non può essere eliminata con una piccola differita temporale.
Molti PVR usano il formato MPEG per codificare i segnali video analogici. Anche in Italia ormai i decoder per la televisione digitale terrestre, hanno raggiunto una diffusione oramai nazionale, ma l'implementazione di tali funzioni non è ancora molto diffusa. Tuttavia, risulta essere un ottimo modo per non perdere il programma preferito se si è fuori casa, registrandolo su una chiavetta USB o un disco rigido (la registrazione avviene spesso su questi tipi di supporti).

## I PVR all'estero
I più famosi PVR sul mercato nord americano sono TiVo e ReplayTV DNNA (Digital Networks North America inc.) sebbene ora molti altri fabbricanti di elettronica offrano modelli. Nella Gran Bretagna Sky Plus domina il mercato televisivo satellitare anche se TiVo e Thomson hanno una piccola presenza; Thomson SA, Fusion, Pace e Humax forniscono anche PVR per il digitale terrestre.
Molte società satellitari e via cavo stanno incorporando funzioni di registrazione digitale nei loro set-top box, come ad esempio con DirecTiVo, Motorola 6xxx di Comcast, Moxi Media Center di Digeo. In questi casi la codifica non è necessaria perché il segnale satellitare è già digitale e in formato MPEG. Il PVR registra semplicemente il flusso digitale direttamente su un disco.
Le emittenti essendo coinvolte attraverso sussidi nella progettazione dei PVR, e registrando direttamente flussi digitali criptati, possono modificare le caratteristiche del servizio, tramite tecnologie di gestione dei diritti digitali, abilitando la possibilità di registrare solo alcuni eventi, pre-caricare programmi sui dispositivi, vietare il salto della pubblicità e far scadere automaticamente le registrazioni dopo un tempo predeterminato.